# Dave Barry
David Barry, detto Dave (Armonk, 3 luglio 1947), è uno scrittore statunitense vincitore del Premio Pulitzer.
Dalle sue opere sono stati tratti film ed una serie televisiva incentrata sulla sua vita.

## Biografia
Barry è nato a Armonk, New York, dove suo padre, David Barry, era un pastore presbiteriano. Ha studiato alla Wampus Elementary School ed alla Harold C. Crittenden Junior High School (entrambe a Armonk), e alla Pleasantville High School, dove è stato eletto "pagliaccio della classe" nel 1965. Ha conseguito la laurea in inglese all'Haverford College nel 1969. Nel suo libro, Dave Barry's Greatest Hits, ha dichiarato che durante l'università suonava in una band chiamata "The Federal Duck".
Barry ha evitato il servizio militare durante la guerra del Vietnam registrandosi come obiettore di coscienza religiosa.
Barry ha sposato la sua seconda moglie, Beth Lenox, nel 1976 da cui ha avuto un figlio, Robert, nel 1980. Barry e Beth hanno lavorato insieme al Daily Local News a West Chester, dove iniziarono la loro carriera giornalistica lo stesso giorno del messe di settembre del 1971. Barry e Lenox hanno divorziato nel 1993. Nel 1996, Barry sposa Michelle Kaufman, una giornalista sportiva del Miami Herald, nel 2000 nasce la figlia Sophie.

## Opere

### Romanzi
- Big Trouble (1999)
- Tricky Business (2002)
- Peter and the Starcatchers (2004, con Ridley Pearson) ISBN 0-7868-3790-X
- Peter and the Shadow Thieves (2006, withey Pearson) ISBN 0-7868-3787-X
- Peter and the Secret of Rundoon (2007, con Ridley Pearson) ISBN 0-7868-3788-8
- Never Land Books|Escape From the Carnivale (2006, con Ridley Pearson) ISBN 0-7868-3789-6
- The Shepherd, the Angel, and Walter the Christmas Miracle Dog (2006)
- Never Land Books|Cave of the Dark Wind (2007, con Ridley Pearson) ISBN 0-7868-3790-X
- Science Fair (2008, con Ridley Pearson)
- Peter and the Sword of Mercy (2009, con Ridley Pearson)
- Blood Tide (2008, con Ridley Pearson)
- The Bridge To Never Land (2011, con Ridley Pearson)

### Saggi ed opere autobiografiche
- The Taming of the Screw (1983)
- Babies and Other Hazards of Sex: How to Make a Tiny Person in Only 9 Months With Tools You Probably Have Around the Home (1984)
- Stay Fit and Healthy Until You're Dead (1985)
- Claw Your Way to the Top: How to Become the Head of a Major Corporation in Roughly a Week (1986)
- Dave Barry's Guide to Marriage and/or Sex (1987)
- Homes and Other Black Holes (1988)
- Dave Barry Slept Here: A Sort of History of the United States (1989)
- Dave Barry Turns 40 (1990)
- Dave Barry's Only Travel Guide You'll Ever Need (1991)
- Dave Barry's Guide to Life (1991) include Dave Barry's Guide to Marriage and/or Sex, Babies and Other Hazards of Sex, The Taming of the Screw e Claw Your Way to the Top
- Dave Barry Does Japan (1992)
- Dave Barry's Gift Guide to End All Gift Guides (1994)
- Dave Barry's Complete Guide to Guys (1996)
- Dave Barry in Cyberspace (1996)
- Dave Barry's Book of Bad Songs (1997)
- Dave Barry Turns 50 (1998)
- Dave Barry Hits Below the Beltway: A Vicious and Unprovoked Attack on Our Most Cherished Political Institutions (2001)
- "My Teenage Son's Goal in Life is to Make Me Feel 3,500 Years Old" and Other Thoughts On Parenting From Dave Barry (2001)
- "The Greatest Invention In The History Of Mankind Is Beer" And Other Manly Insights From Dave Barry (2001)
- Dave Barry's Money Secrets (2006)
- Dave Barry on Dads (2007)
- Dave Barry's History of the Millennium (So Far) (2007)
- I'll Mature When I'm Dead (2010)

### Raccolte di articoli
- Dave Barry's Bad Habits: A 100% Fact-Free Book (1987)
- Dave Barry's Greatest Hits (1988)
- Dave Barry Talks Back (1991)
- The World According to Dave Barry (1994) include Dave Barry Talks Back e Dave Barry's Greatest Hits
- Dave Barry is NOT Making This Up (1995)
- Dave Barry Is from Mars and Venus (1997)
- Dave Barry Is Not Taking This Sitting Down (2000)
- Boogers Are My Beat|Dave Barry: Boogers Are My Beat (2003)

### Collaborazioni
- Mid-Life Confidential: The Rock Bottom Remainders Tour America With Three Chords and an Attitude (1994) con Stephen King, Kathi Kamen Goldmark, Al Kooper, Ridley Pearson, Roy Blount, Jr., Joel Selvin, Amy Tan, Dave Marsh, Tad Bartimus, Matt Groening, Greil Marcus, Tabitha King, Barbara Kingsolver, Michael Dorris
- Naked Came the Manatee (1998) con Carl Hiaasen, Elmore Leonard, James W. Hall, Edna Buchanan, Les Standiford, Paul Levine, Brian Antoni, Tananarive Due, John Dufresne, Vicki Hendricks, Carolina Hospital, Evelyn Mayerson

## Filmografia

### Sceneggiatore
- Dave's World, (1993, serie TV)
- Recipe for Disaster, regia di Alex Hill (2000)
- Big Trouble - Una valigia piena di guai (Big trouble), regia di Barry Sonnenfeld (2002)
- Complete Guide to Guys, regia di Jeff Arch (2005)

### Attore
- Big Trouble - Una valigia piena di guai (Big trouble), regia di Barry Sonnenfeld (2002)
- Complete Guide to Guys, regia di Jeff Arch (2005)

### Produttore
- Complete Guide to Guys, regia di Jeff Arch (2005)